# Chèvre de Judas
La notion de chèvre de Judas (parfois aussi nommée chèvre Mata Hari) peut avoir plusieurs sens. Mais cette expression est toujours une référence au rôle joué par Judas Iscariote dans le Nouveau Testament.

## Élevage
- Dans le domaine de l'élevage, il peut s'agir d'une chèvre, dressée pour s'associer avec d’autres animaux (moutons, bovins…) afin de conduire le troupeau à une destination spécifique. 
À partir d’une étable la « chèvre de Judas » mènera par exemple les moutons vers un camion, un enclos ou à l'abattoir (où sa propre vie sera épargnée). Cet usage tend à disparaitre dans les abattoirs, mais ces chèvres existent encore  dans de  petits abattoirs de quelques parties du monde[3]. Dans le cas du bétail bovin, la chèvre peut être un « bœuf de Judas », qui aura la même fonction. 
La technique, et le terme, proviennent de l'élevage bovins des États-Unis dans les années 1800[4],[5],[6].

- Des chèvres de Judas sont également utilisées dans certains projets de gestion et conservation de la nature[1],[3].

## Capture d'animaux
L'expression a aussi désigné une chèvre utilisée pour trouver des chèvres sauvages, par exemple recherchées pour être éradiquées dans certaines îles où – après avoir été introduites par l’homme – elles détruisaient les écosystèmes, au détriment des espèces natives.
La chèvre Judas est habituellement stérilisée, équipée d'un émetteur, peinte dans une couleur visible (ex : en rouge) puis relâchée dans la nature. Ce principe ne fonctionne qu'avec des animaux naturellement grégaires. Quand ils sont dispersés en petits groupes, des dizaines ou centaines de chèvres de judas doivent être utilisées.
Chaque chèvre de Judas finit par rejoindre un petit groupe de chèvres sauvages, alors plus facile à trouver par les chasseurs ou personnes missionnées pour  les exterminer.
Une émission de la radio populaire Radiolab de New-York a consacré un de ses épisodes à la manière dont sur les îles Galápagos des chèvres sauvages ont dégradé  l'environnement insulaire et comment des chèvres de Judas ont été utilisées pour aider à restaurer les écosystèmes et paysages naturels de ces îles. Ainsi en 2005, une campagne de contrôle des chèvres de l'île Isabela de l'archipel des Galapagos a nécessité plus de 700 chèvres de Judas, utilisées durant plus d'un an (465 jours). Dans un premier temps 62 818 chèvres ont ainsi été tuées pour un coût de 4,1 million de dollars et 266 chèvres de Judas ont été laissées sur l'ile Isabela pour la suite de l'opération. Certaines opérations ont du être (coûteusement) renouvelées à la suite de la réintroduction de chèvres sur les îles par des pêcheurs qui les utilisent comme source de gibier quand ils reviennent pêcher dans la région.
Cette technique a depuis été utilisée pour cibler d'autres espèces devenues envahissantes sur des îles, comme des moutons, des chameaux en Australie, des porcs en Amérique, des rats au Mexique et des chiens viverrins introduits en Europe.

## Dans le domaine militaire

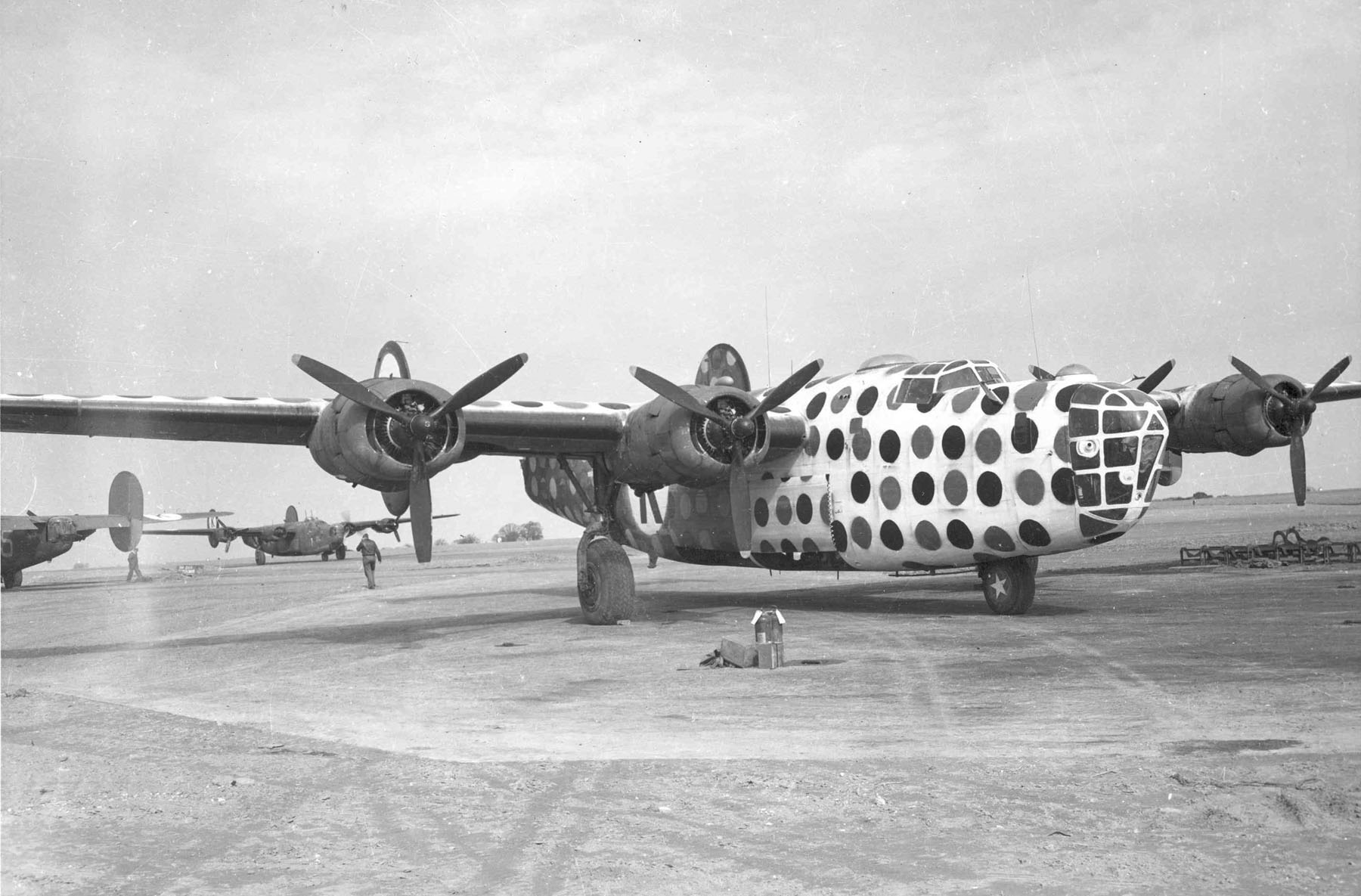
Le bombardier américain B-24 Liberator peinte comme Chèvre de Judas

L’expression était utilisée lors de la Seconde Guerre mondiale  par l'Armée de l'Air américaine à propos des escadrilles de forteresses volantes B-17, et par les équipages de B-24 Liberator.
Pour ces deux flottes de bombardiers, l'armée employait quelques bombardiers en fin de vie, peints en couleurs vives et avec des motifs très contrastés (bandes, damiers ou gros pois), permettant aux autres pilotes de le reconnaître facilement même s’ils venaient d’autres bases aériennes de l'Angleterre lors de missions stratégiques de bombardement sur l'Europe Après avoir rassemblé et guidé leurs propres groupes de bombardiers de combat en groupes de formation appropriés, ces  « chèvres » (ou f "Assembly Ships" ou "Formation Ships")  pouvaient rentrer à leur base, leur mauvais état et leur manque de camouflage et d'armes important peu.